# Jabalya
Jabalia, anche Jabalya ( in arabo جباليا‎?; raramente citata in italiano come Giabalia), è una città palestinese situata a 4 chilometri (2,5 mi)  nord di Gaza. È sotto la giurisdizione del Governatorato di Gaza Nord, nella Striscia di Gaza. Secondo l'ufficio centrale palestinese di statistica, Jabalia aveva una popolazione di 82 877 abitanti a metà del 2006. Il suo campo profughi è il maggiore fra i campi profughi palestinesi ed è situato a circa 3 chilometri a nord della cittadina omonima. La vicina città di Nazla fa parte del comune di Jabalia. Dal 2006 la città è governata da Hamas.

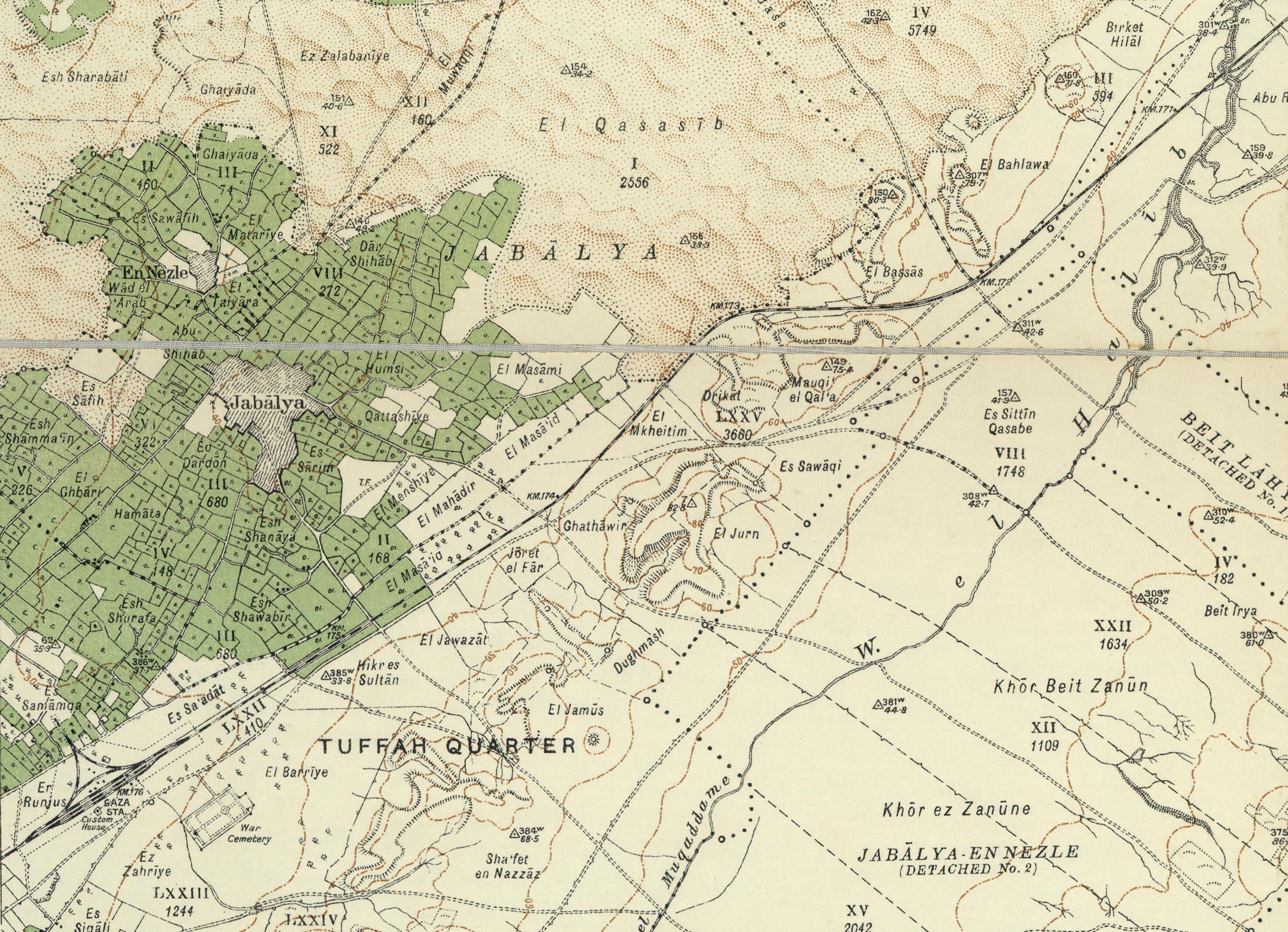
Jabalia nel 1931 (1:20000)

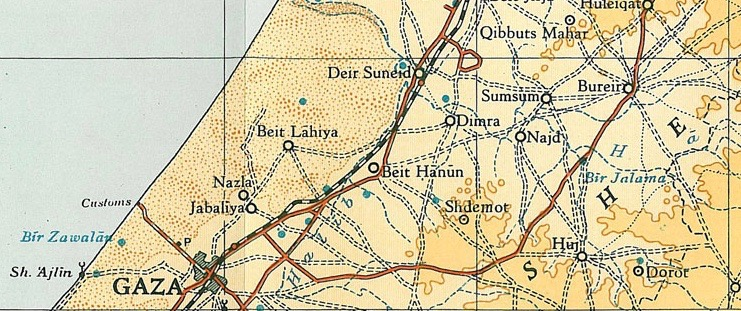
Jabalia nel 1945 (1:250000)

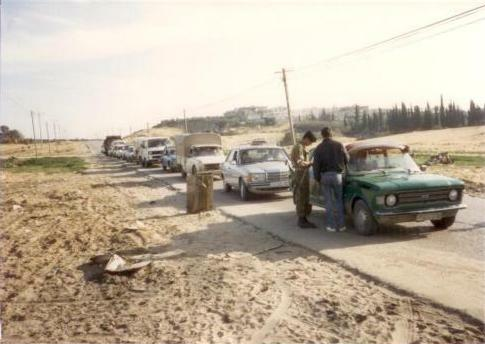
Posto di blocco israeliano durante la prima intifada (1988)

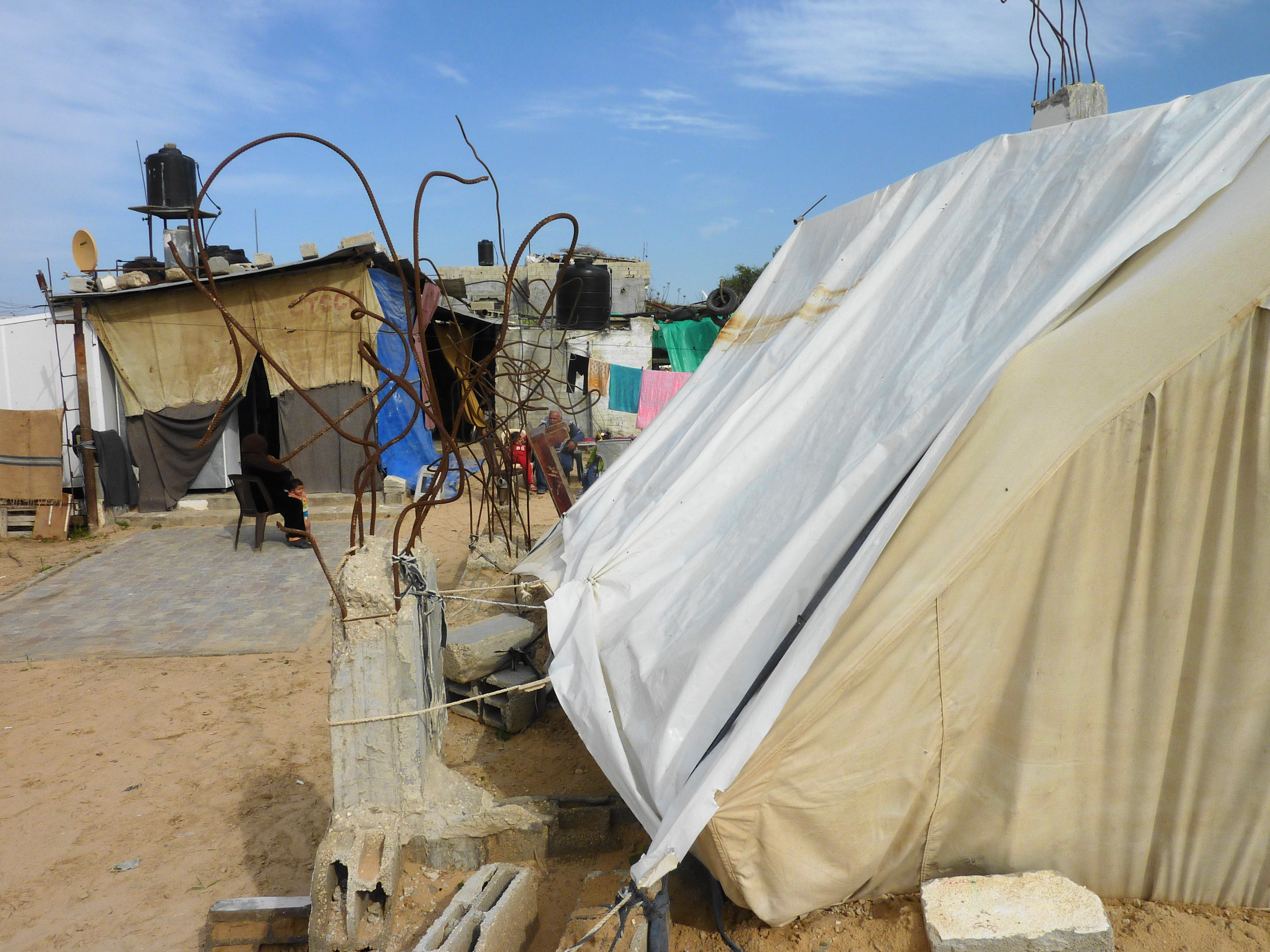
Campo profughi di Jabalya, 2011

## Archeologia
Una grande necropoli risalente all'VIII secolo d.C. è stato rinvenuto vicino a Jabalia. La lavorazione indica che la comunità cristiana di Gaza era ancora presente nella prima era islamica del dominio in Palestina e capace di opere artistiche. I resti del pavimento risparmiati dagli iconoclasti mostrano raffigurazioni di selvaggina, uccelli e scene di campagna. La datazione tardiva della pavimentazione musiva dimostra che l'intervento degli iconoclasti, dopo il 750, è più tardivo di quanto si pensasse in precedenza ed è associato ai conservatori abbasidi.
Mentre lavoravano sulla strada di Saladino, i lavoratori hanno scoperto per caso un monastero del periodo bizantino. Il sito è stato scavato dal Dipartimento palestinese delle antichità. Attualmente i mosaici bizantini del monastero sono ricoperti di sabbia per proteggerli dall'erosione causata dalla pioggia invernale. Sono state trovate anche ceramiche bizantine.

## Storia
Jabalia era conosciuta per il suo terreno fertile e per gli alberi di agrumi. Il governatore mamelucco di Gaza Sanjar al-Jawli governò l'area all'inizio del XIV secolo e donò parte della terra di Jabalia alla moschea al-Shamah che costruì a Gaza. A Jabalia si trova la Moschea Omeri medievale. Non rimangono strutture della parte antica della moschea, tranne il portico e il minareto. Il resto della moschea è di costruzione moderna. Il portico è costituito da tre arcate sostenute da quattro colonne in pietra. I portici hanno archi a sesto acuto e il portico è coperto da volte a crociera.

### Periodo ottomano
Incorporata nell'Impero ottomano nel 1517 con tutta la Palestina, Jabalia apparve nei registri delle imposte del 1596 come parte del Nahiya di Gaza del Liwa di Gaza. Aveva una popolazione di 331 famiglie, tutte musulmane, che pagavano tasse su grano, orzo, vigneti e alberi da frutto; per un totale di 37 640 akçe. Due terzi delle entrate erano destinate a un waqf.
Nel 1838, Edward Robinson notò che Jebalia era un villaggio musulmano, situato nel distretto di Gaza.
Nel 1863, l'esploratore francese Victor Guérin trovò nella moschea frammenti di vecchie costruzioni e al pozzo alcune colonne rotte. Un elenco di villaggi ottomani del 1870 circa trovò che il villaggio aveva una popolazione di 828 persone, per un totale di 254 case, sebbene il numero di abitanti includesse solo gli uomini.
Nell'Indagine sulla Palestina occidentale del 1883 del Palestine Exploration Fund, Jabalia è stata descritta come un grande villaggio di adobe, con giardini e un pozzo a nord-ovest. Aveva una moschea di nome Jamia Abu Berjas .

### Era del mandato britannico
Nel censimento del 1922 in Palestina condotto dalle autorità del Mandato britannico, Jabalia aveva una popolazione di 1 775 abitanti, tutti musulmani, aumentati nel censimento del 1931 a 2 425, ancora tutti musulmani, in 631 case.
Secondo le statistiche del 1945, Jabalia aveva una popolazione di 3 520 persone, tutti musulmani, con 11 497 dunam di terra, secondo un sondaggio ufficiale sulla terra e sulla popolazione. Di questi, 138 dunam erano per agrumi e banane, 1 009 per piantagioni e terreni irrigabili, 1 036 per cereali, mentre 101 dunam erano terreni edificati.

### Dopo il 1948

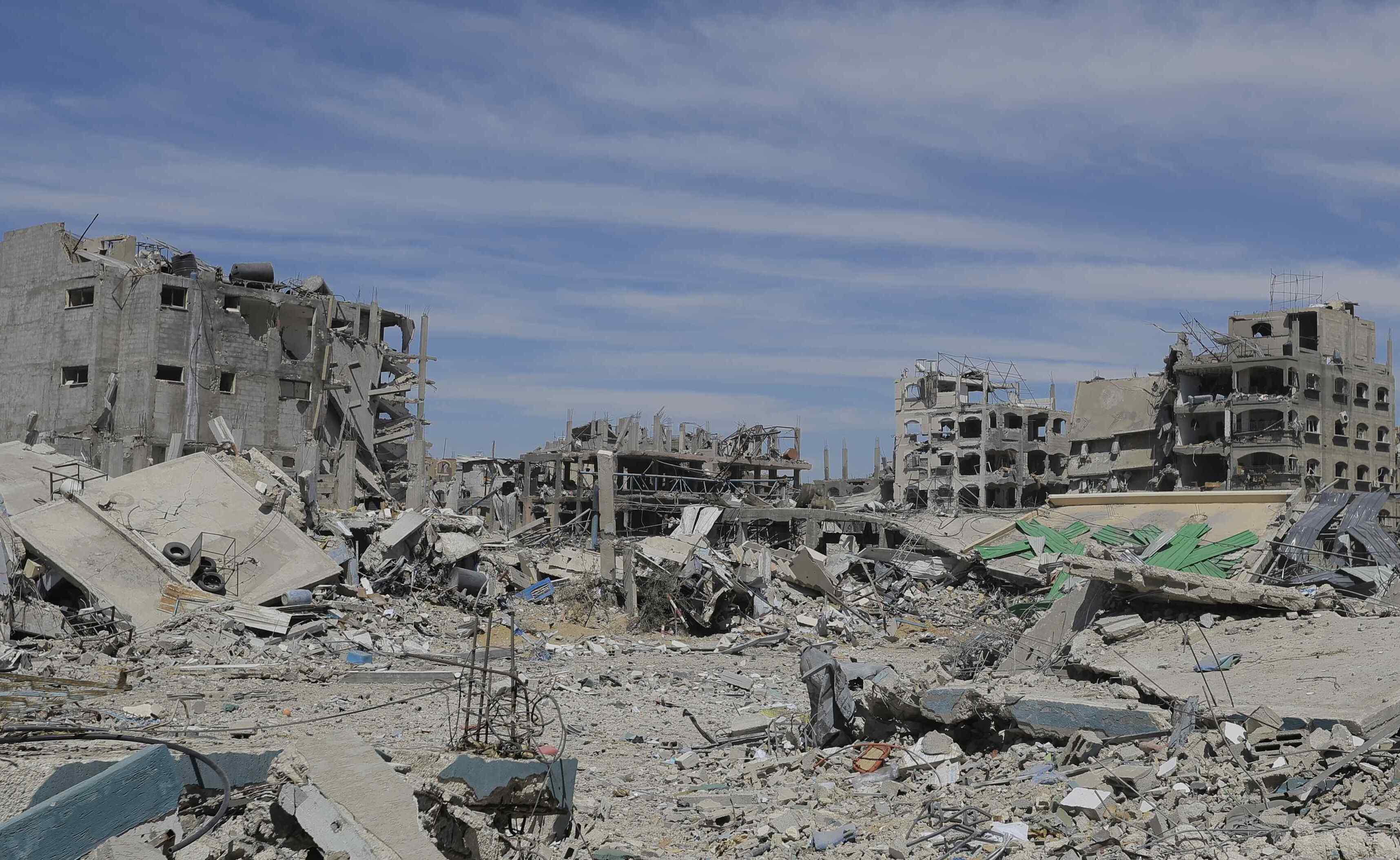
Il campo profughi di Jabalya dopo un bombardamento israeliano

Alla fine del 2006, Jabalia è stata teatro di proteste di massa contro gli attacchi aerei sulle case dei militanti. Israele ha contattato le residenze di diversi membri di Hamas che hanno lanciato missili contro i civili israeliani dalle case, avvertendoli di un attacco aereo entro i successivi 30 minuti. I vicini hanno risposto formando uno scudo umano e bloccato con successo la demolizione.

## Società

### Evoluzione demografica
Jabalia ha un tasso superiore alla media delle nascite pseudoermafroditi maschili. Jehad Abudaia, pediatra e urologa palestinese-canadese, ha suggerito che la consanguineità dovuta ai matrimoni tra cugini spiega la prevalenza di tali malformazioni. Nella Striscia di Gaza, le condizioni di pseudoermafroditismo spesso non vengono rilevate per anni dopo la nascita a causa dei bassi standard di assistenza medica e diagnostica della regione.

## Amministrazione

### Gemellaggi
- Groninga, Paesi Bassi .[22]